# VALO-CD
VALO-CD, es un CD que contiene software libre y de código abierto para Microsoft Windows, creado para promover el conocimiento libre y el uso de software de código abierto. Fue creado por desarrolladores finlandeses y estaba originalmente disponible sólo en finés. Desde la versión 7, una versión internacional de VALO-CD también está disponible en inglés.
El acrónimo VALO significa "Software de código abierto y libre" en finés. Valo es también una palabra finlandesa que significa "luz". Por lo tanto el nombre del proyecto tiene una connotación de brindar "luz". La versión finlandesa de VALO-CD tiene el objetivo especial de concentrar en un único lugar solo software libre.
El proyecto empezó en 2008 y como parte de sus objetivos están los de apoyar el desarrollo tecnológico y económico en Finlandia.

## Software incluido
La versión 8 de VALO-CD incluye, a la fecha 2016 el siguiente software:
- Ofiimática y dibujo: Dia, GIMP, Inkscape, LibreOffice, y Scribus.
- Internet: Firefox, Thunderbird, Pidgin, Vuze, y WinSCP.
- Ocio: Stellarium, y Tux Pintura.
- Multimedia: Audacity, MuseScore y VLC Media Player.
- Herramientas: 7-Zip, Evince, InfraRecorder, KeePass, Notepad++, PDFCreator, y TrueCrypt.
- Guías de usuario: Varias guías de usuario provenientes de FLOSS Manuals.